# Russian Asset Tracker
Russian Asset Tracker — це база даних, запущена Проєктом розслідування корупції та організованої злочинности для відстеження активів олігархів та інших впливових росіян, які мають зв’язки з президентом Російської Федерації Володимиром Путіним. Трекер є результатом співпраці 27 ЗМІ, і він забезпечує інтерактивне відображення «великих багатств, які зберігаються за межами Російської Федерації олігархами та ключовими фігурами, близькими» до російського президента.